# Tonga i olympiska sommarspelen 1984
Tonga deltog i de olympiska sommarspelen 1984 med en trupp bestående av sju deltagare, samtliga män, men ingen av dessa erövrade någon medalj.

## Boxning
Supertungvikt
- William Pulu
  - Första omgången – Bye
  - Kvartsfinal – Förlorade mot Robert Wells (GBR), KO-1